# De Dion-Bouton Type AV
Der De Dion-Bouton Type AV ist ein Pkw-Modell aus der Anfangszeit des 20. Jahrhunderts. Hersteller war De Dion-Bouton aus Frankreich.

## Beschreibung
Die Zulassung durch die nationale Zulassungsbehörde erfolgte am 3. August 1906. Vorgänger war der Type AB.
Der Zweizylindermotor hat 80 mm Bohrung, 120 mm Hub, 1206 cm³ Hubraum, war damals in Frankreich mit 10 Cheval fiscal (Steuer-PS) eingestuft und leistet etwa genauso viel PS. Eine andere Quelle nennt beim Hub 130 mm, somit 1306 cm³. Er ist vorne im Fahrgestell montiert und treibt über ein Dreiganggetriebe und eine Kardanwelle die Hinterräder an. Der Wasserkühler befindet sich direkt vor dem Motor und hinter einem deutlich sichtbaren Kühlergrill. Die Hinterachse ist eine De-Dion-Achse.
Die Basis bildet ein Pressstahlrahmen. Der Radstand beträgt wahlweise 1990 mm oder 2650 mm, die Spurweite 1220 mm. Für den langen Radstand ist eine Fahrzeuglänge von 3491 mm bekannt. Die Vorderräder haben zehn Speichen, die Hinterräder zwölf.
Bekannt sind Aufbauten als Phaeton.
Das Modell wurde 24 Monate lang produziert.